# Wapping

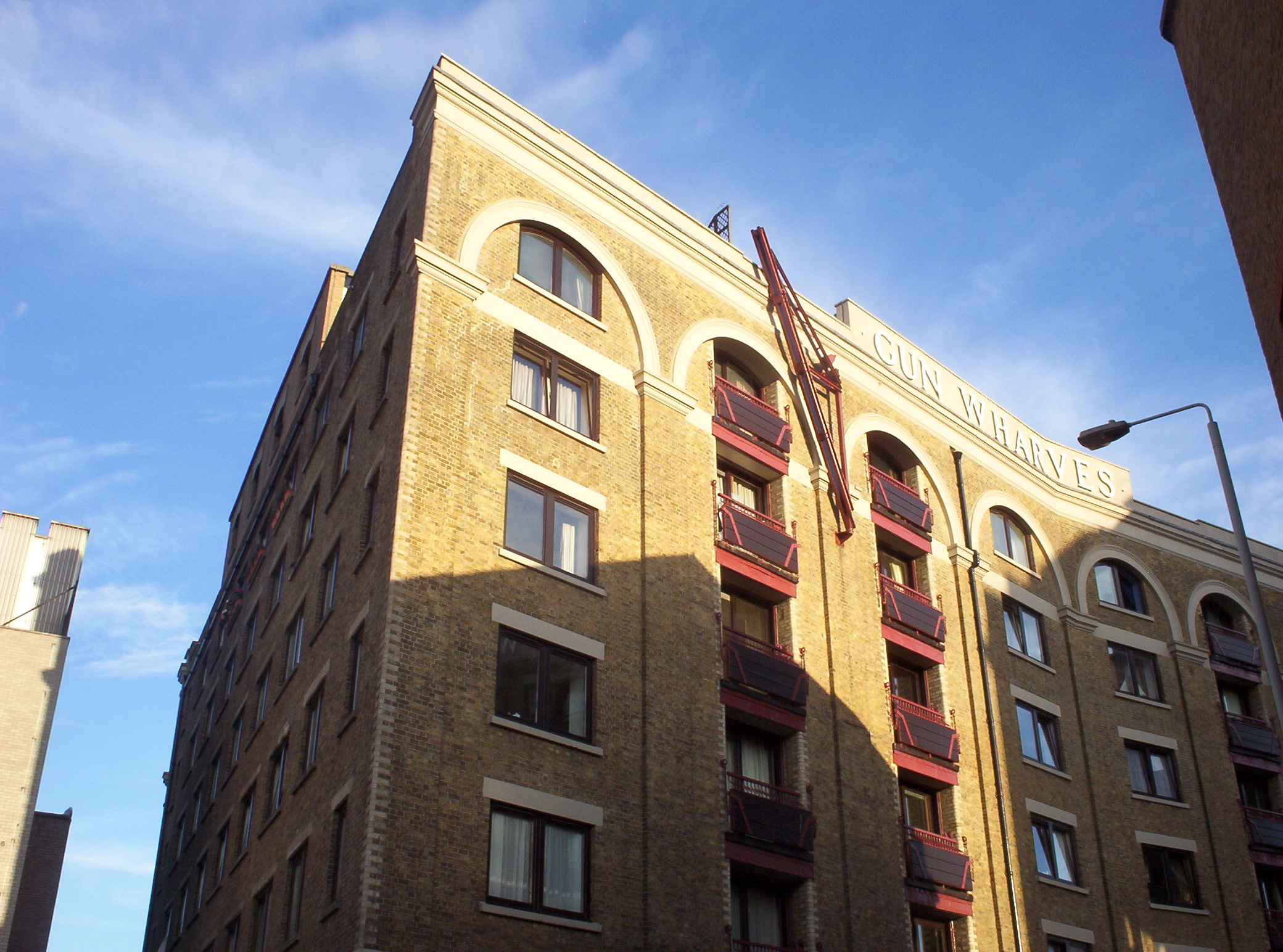
Gun Wharves, antico imbarcadero, ora sede di lussuosi appartamenti

Wapping (pronuncia /ˈwɒpɪŋ/) è un quartiere del borgo londinese di Tower Hamlets che ricade nella zona dei Docklands ad est della Città di Londra. Essa è situata fra la riva nord del fiume Tamigi e l'antica strada principale nota comunemente come The Highway. La sua vicinanza al fiume ha dato alla zona una caratteristica marinara che si mostra con la miriade di pub siti sul lungofiume.
Molti degli edifici originali vennero demoliti per far posto alla costruzione del porto di Londra e Wapping venne poi seriamente danneggiata durante il Blitz. A seguito del declino del porto di Londra dopo la seconda guerra mondiale, l'area andò deteriorandosi a seguito dell'abbandono dei grandi magazzini rimasti vuoti. Negli anni ottanta si decise di recuperare l'area e venne realizzata una zona destinata a residenze di lusso.
Rupert Murdoch trasferì la sua azienda News International a Wapping nel 1986, provocando una lotta sindacale conosciuta come "Battaglia di Wapping".

## Storia

### Origini

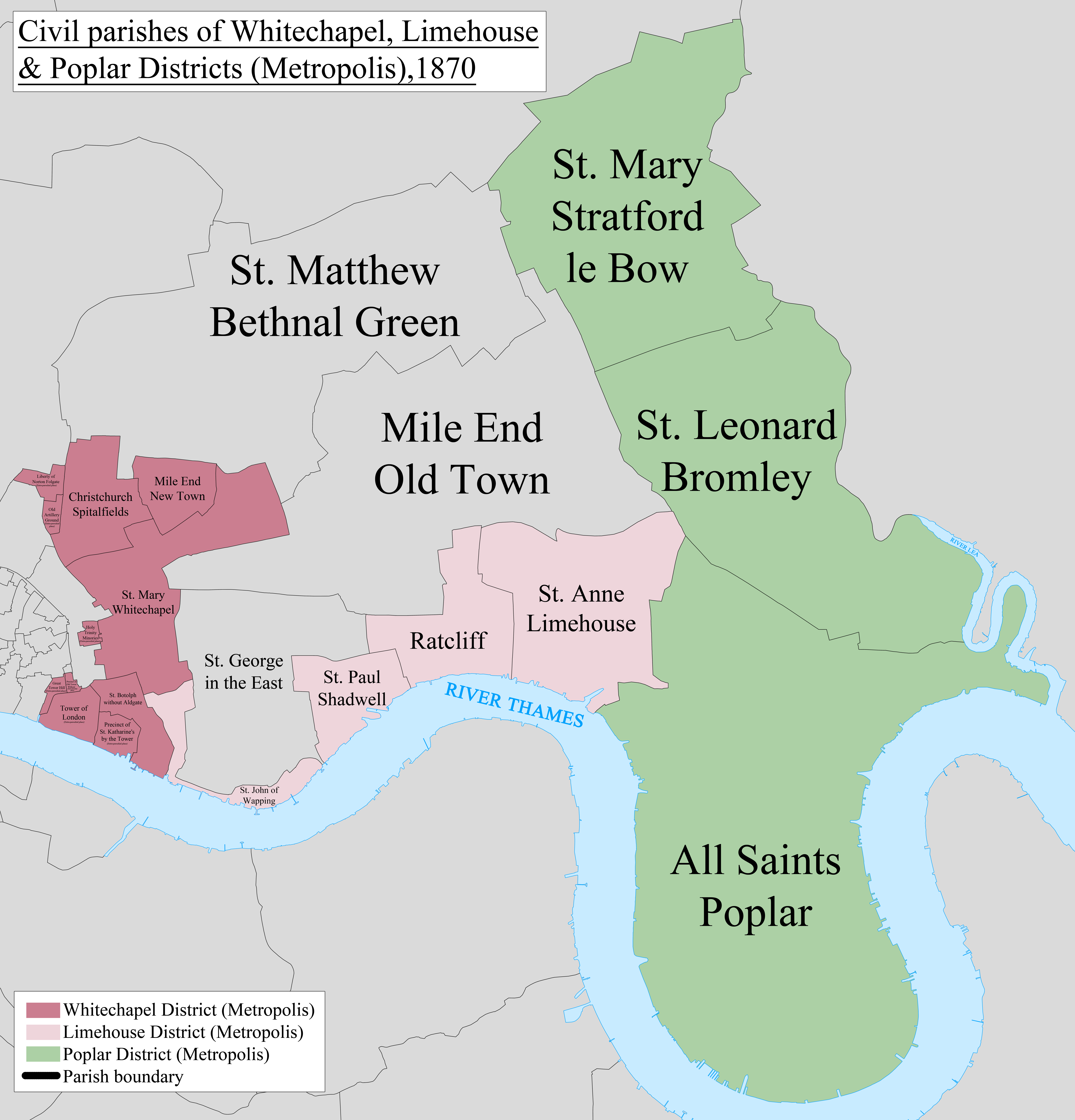
Una mappa che raffigura i confini della parrocchia civile nel 1870

L'area venne abitata per la prima volta dai sassoni, dai quali prese il nome (traduzione letterale "luogo del popolo Wæppa"). Si sviluppò lungo l'argine del Tamigi fra il fiume e le paludi di Wapping Marsh ora prosciugate. Questo gli ha dato la peculiarità di una fascia lunga e stretta costituita di fatto dall'asse di Wapping High Street intersecato da piccoli vicoli in direzione nord-sud. John Stow, lo storico del XVI secolo, la descrive come "una strada continua o un sudicio passaggio con file di piccole casupole abitate da fornitori di marinai..
Il suo affacciarsi sul Tamigi le diede una caratteristica tutta marinara che mantenne fino a tutto il XX secolo. Fu abitata da marinai, carpentieri, costruttori di navi, fabbri, calafati ed ogni sorta di artigiano che avesse a che fare con la marineria. Wapping fu anche la sede dell'Execution Dock, luogo in cui i pirati ed altri criminali imbarcati sulle navi, venivano messi a morte mediante impiccagione. Essi venivano poi tenuti appesi sul fiume in modo che il loro corpo venisse sommerso per tre volte dalla marea.
Il Bell Inn, sito presso il molo delle esecuzioni era gestito da Samuel Batts, la cui figlia Elizabeth sposò James Cook nel 1762 a Barking, dopo che il capitano della Royal Navy pernottò all'Inn. La coppia inizialmente si stabilì a Shadwell ma poi si trasferì a Mile End. Nonostante abbiano avuto sei figli, passarono separati gran parte della loro unione a causa delle assenze di Cook dovute ai suoi viaggi, e poi in seguito alla sua morte avvenuta nel 1779 a Kealakekua Bay mentre la moglie morì nel 1835.

### In tempi moderni

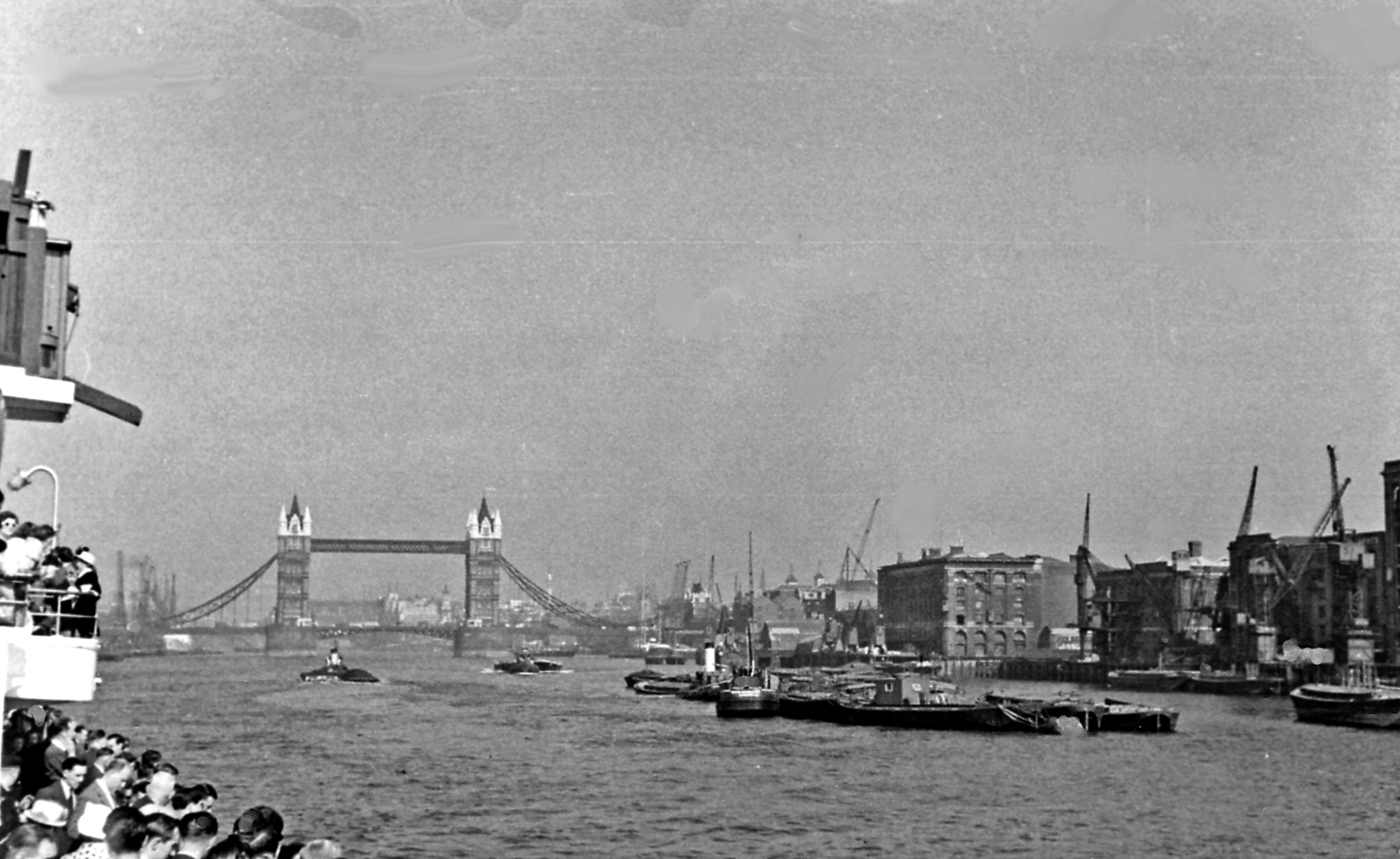
Veduta del Tower Bridge, verso ovest, nel 1950; Wapping si trova sulla destra

Wapping venne devastata dai bombardamenti tedeschi nel corso della seconda guerra mondiale e dall'abbandone del dopoguerra del porto. Rimase in stato di abbandono fino agli anni ottanta e venne poi trasferita alla London Docklands Development Corporation, allo scopo di ristrutturare l'area dei Docklands. I London Docks furono riedificati con l'inserimento di attività commerciali, piccole industrie ed edifici residenziali.
Nel 1986, l'editore Rupert Murdoch costruì qui la nuova sede della sua attività editoriale a Londra. Il nuovo edificio fu sede di una protesta messa in atto dagli oltre 5 000 dipendenti che vennero licenziati a seguito del trasferimento dell'attività editoriale dai vecchi locali di Fleet Street a Wapping a causa dell'introduzione di nuove tecnologie.

## Infrastrutture e trasporti
Il quartiere è delimitata a nord dalla A1203 (la strada che collega da ovest l'area della Torre di Londra con l'Isle of Dogs a est) nota come The Highway.
Wapping è servita dalla stazione omonima. Questa stazione è servita dai treni della East London Line, che è parte delle rete della London Overground.

Altre stazioni che si trovano nei pressi del quartiere, inoltre, sono Tower Gateway/Tower Hill, a ovest, e di Shadwell, a nord.
Varie linee di autobus servono il quartiere:
- 100 (Elephant & Castle - Wapping - Shadwell)
- D3 (Bethnal Green - Wapping - Crossharbour)
- la notturna N551 (Gallions Reach - Wapping - Trafalgar Square).

Il sentiero ciclo-pedonale che corre lungo il fiume Tamigi (Thames Path, in inglese) corre latitudinalmente attraverso il quartiere di Wapping per ciclisti e pedoni. Il Canale Ornamental scorre essenzialmente attraverso l'area, partendo del Bacino di Shadwell.